# 2M1207b
2M1207bは、褐色矮星2M1207の周囲を公転する惑星質量天体である。ケンタウルス座の方向に約170光年の位置にある。赤外線を用いた直接観測で初めて発見された太陽系外惑星として有名で、2004年9月にGael Chauvinの率いるヨーロッパ南天天文台のチームにより、チリのパラナル天文台で超大型望遠鏡VLTを用いて発見された。質量は木星質量の3から10倍で、太陽系での冥王星に相当する軌道を公転していると推定される。天文学者のウラジミール・リラは、Lerna と呼ぶことを提唱している。
この天体は、主に重力収縮のためにとても高温の木星型惑星で、表面温度は推定で約1600Kである。質量は、褐色矮星の重水素核融合に必要な下限である13木星質量をはるかに下回っている。主星からの距離は約40天文単位である。赤外線スペクトルにより、大気中に水分子の存在が示唆されている。しかし、惑星上にもその衛星上にも生命は存在しないと考えられている。

## 発見、同定と特徴

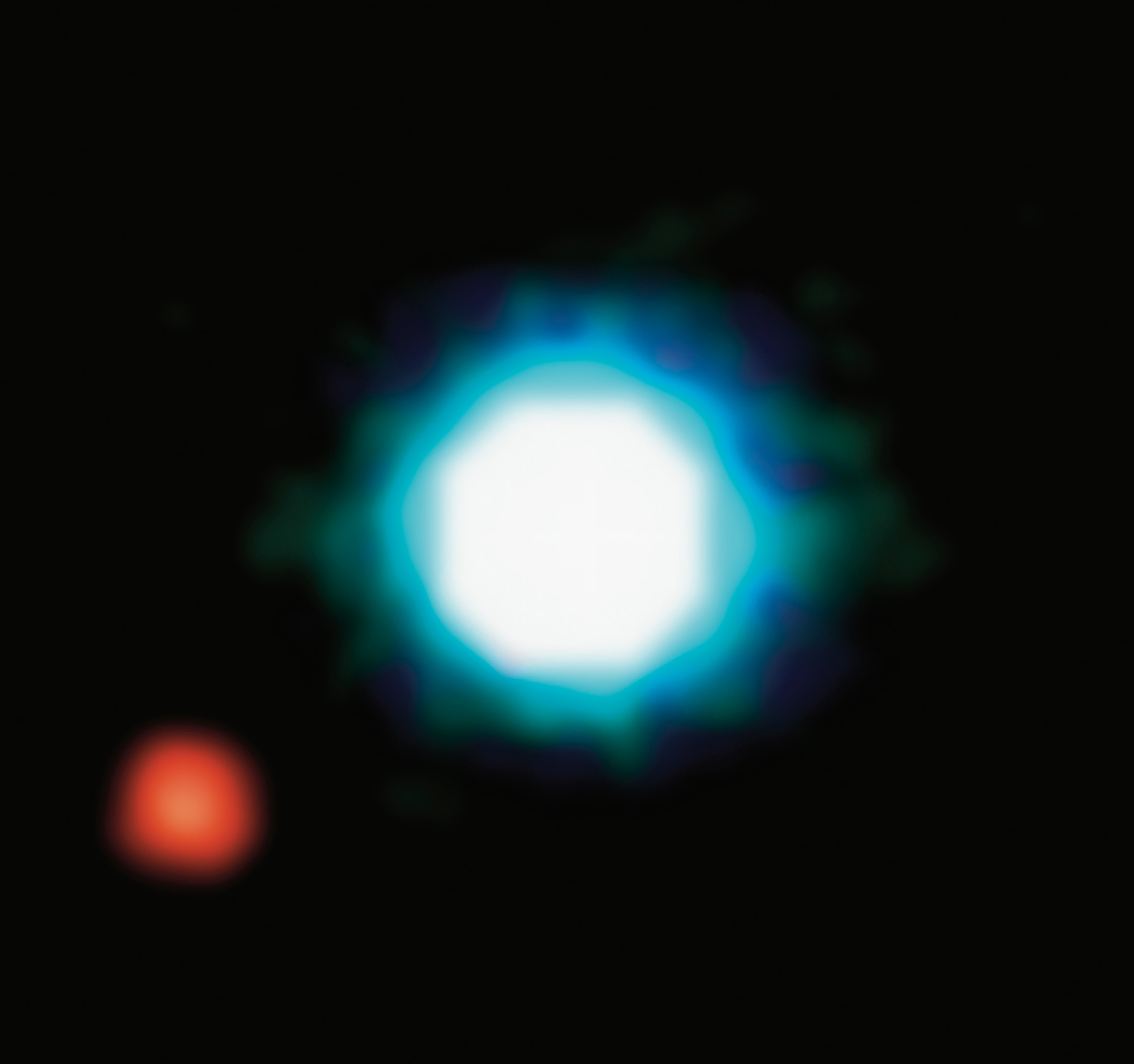
2M1207（青）と2M1207b（赤）の赤外線画像。地球から見ると視差は1秒以下である。VLTで撮影された。

2M1207bは、主星と比べて100倍も暗く見える。最初は、2004年にVLTで「微かな赤い光のしみ」として観測された。初期の観測では、単なる二重星なのか分からなかったが、その後のハッブル宇宙望遠鏡とVLTを用いた観測によって、一緒に動いている様子が観察され、連星系であると推定された。初期の光度計を用いた推定では、2M1207bまでの距離は約70パーセクであるとされた。2005年12月、アメリカ合衆国の天文学者エリック・ママジェクは、動的クラスター法を使った詳しい計算により、53 ± 6パーセクという正確な値を求めている。近年の三角視差による推定でも52.75 ± 1パーセクという距離が推定され、裏付けられている。
この惑星の質量、半径、温度についてもまだ確かには分かっていない。分光学による観測結果で質量は8 ± 2木星質量、表面温度は1600 ± 100Kという結果と一致しているが、これをモデルに当てはめると光度は今観測されている10倍と予測される。このため、より低い質量と温度が提案されている。一方、2M1207bは周囲を塵やガスに取り囲まれているために暗く見えている可能性もある。また、ミシェル・マイヨールらは、この惑星は実際はもっと小さいが、最近の衝突のため熱を放出している可能性もあると指摘している。
2M1207bは、重水素核融合に必要なほどの質量はないが、2M1207bが本当に惑星かどうかという疑問が持ち上がっている。ある「惑星」の定義では、惑星は太陽系と同じように、原始惑星系円盤からできることが必要とされる。このような定義では、もし2M1207bがガス星雲から直接重力崩壊でできたとすると、惑星ではなく準褐色矮星に分類されることになる。同じような論争は、やはり2004年に初めて撮影されたおおかみ座GQ星bの際にも持ちあがった。一方、自由に漂っている惑星質量天体であるCha 110913-773444のような特異なケースでは、天体の起源が恒星と惑星の区別の基準として適切なのかどうかが議論された。2006年現在では、国際天文学連合の太陽系外惑星ワーキンググループは、2M1207bを「褐色矮星の伴星の可能性がある惑星質量天体」と記述している。